# Schrems
Schrems est une commune autrichienne du district de Gmünd en Basse-Autriche.

## Personnalités liées à la commune
- Josef Allram (1860–1941), professeur et écrivain.